# Associazione Calcio Legnano 1951-1952
Questa voce raccoglie le informazioni riguardanti l'Associazione Calcio Legnano nelle competizioni ufficiali della stagione 1951-1952.

## Stagione

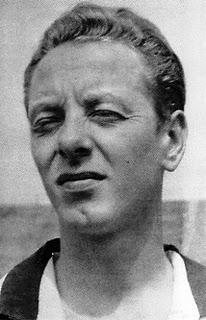
Karl-Erik Palmér, al Legnano dal 1951 al 1958

La stagione 1951-1952 segna il ritorno dei Lilla nel massimo livello del calcio italiano dopo 20 anni di assenza. Il presidente, alla luce dell'ottimo campionato precedente, non cambia l'organigramma dell'area tecnica, confermando l'allenatore Ugo Innocenti e il direttore tecnico Héctor Puricelli, che nel frattempo si è ritirato dal calcio giocato e che quindi ricopre questo ruolo dirigenziale a tempo pieno. La rosa viene nuovamente rinforzata. L'arrivo più importante è quello del centrocampista svedese Karl-Erik Palmér, che rimane al Legnano fino al 1958 diventando una delle bandiere lilla. Viene anche acquistato l'attaccante svedese Ramon Filippini che, insieme al connazionale Ivar Eidefjäll, già nelle file del Legnano dal 1950, forma un trio svedese forse ispirato dal più famoso Gre-No-Li del Milan. Arrivano al Legnano anche il portiere Elio Angelini, i difensori Raffaele Cuscela e Ludovico Tubaro, il centrocampista Bruno Mazza e gli attaccanti Elia Fiorini e Enrico Loranzi. Vengono invece ceduti il difensore Fedele Greco e l'attaccante Silvano Pravisano.

Un'immagine di Legnano-Bologna del 3 febbraio 1952, che costò la sconfitta a tavolino 2-0 per le aggressioni all'arbitro Bruno Tassini

Questa stagione si conclude con il 20º e ultimo posto in classifica a 17 punti (12 lunghezze in meno del Padova penultimo), che porta alla retrocessione in Serie B dei Lilla. Degno di nota è un avvenimento accaduto alla prima giornata di ritorno, il 3 febbraio 1952, che coinvolge Bruno Tassini, arbitro di Legnano-Bologna, vinta dai rossoblu con un rigore a pochi minuti dalla fine; il direttore di gara, che è contestato per due rigori negati al Legnano e, più in generale, per l'arbitraggio giudicato a favore degli ospiti, viene aggredito da alcuni tifosi lilla alla stazione Centrale di Milano nel suo viaggio di ritorno a casa a Verona. I Lilla subiscono una pesante squalifica del campo (11 mesi: è la più lunga squalifica comminata, fino ad allora, ad uno stadio di Serie A) e la sconfitta a tavolino per 2-0 per il lancio, durante l'incontro, di palle di neve dagli spalti.

## Divise
| Casa |

## Organigramma societario
Area direttiva
- Presidente: comm. Pino Mocchetti

Area tecnica
- Allenatore: Ugo Innocenti
- Direttore tecnico: Héctor Puricelli

## Rosa
| N. |                   | Ruolo | Calciatore       |
| -- | ----------------- | ----- | ---------------- |
|    | Italia (bandiera) | P     | Elio Angelini    |
|    | Italia (bandiera) | D     | Luigi Asti       |
|    | Italia (bandiera) | A     | Ettore Bertoni   |
|    | Italia (bandiera) | C     | Lorenzo Colpo    |
|    | Italia (bandiera) | D     | Raffaele Cuscela |
|    | Svezia (bandiera) | A     | Ivar Eidefjäll   |
|    | Svezia (bandiera) | A     | Ramon Filippini  |
|    | Italia (bandiera) | A     | Elia Fiorini     |
|    | Italia (bandiera) | P     | Renato Gandolfi  |
|    | Italia (bandiera) | P     | Mario Longoni    |
|    | Italia (bandiera) | A     | Enrico Loranzi   |

| N. |                   | Ruolo | Calciatore            |
| -- | ----------------- | ----- | --------------------- |
|    | Italia (bandiera) | A     | Giuseppe Luciano Lupi |
|    | Italia (bandiera) | A     | Bruno Mazza           |
|    | Italia (bandiera) | A     | Bruno Mozzambani      |
|    | Svezia (bandiera) | C     | Karl-Erik Palmér      |
|    | Italia (bandiera) | D     | Franco Pian           |
|    | Italia (bandiera) | C     | Daniele Revere        |
|    | Italia (bandiera) | A     | Emo Roffi             |
|    | Italia (bandiera) | C     | Luciano Sassi         |
|    | Italia (bandiera) | P     | Fabio Soldaini        |
|    | Italia (bandiera) | A     | Guglielmo Trevisan    |
|    | Italia (bandiera) | C     | Ludovico Tubaro       |

## Risultati

### Serie A

#### Girone d'andata
| Arbitro: | Tassini (Verona) |

|              |           |  |
| Cappello 57’ | Marcatori |  |

| Arbitro: | Pieri (Trieste) |

|  |           |                                              |
|  | Marcatori | 17’ J. Hansen 84’ K. A. Hansen 87’ Boniperti |

| Arbitro: | Piemonte (Monfalcone) |

|                                                 |           |                 |
| Frandsen 17’ Remondini 48’ Tontodanati 54’, 62’ | Marcatori | 34’, 69’ Palmér |

| Arbitro: | Bellè (Venezia) |

|              |           |                      |
| Trevisan 45’ | Marcatori | 55’ Gei 65’ Bassetto |

| Arbitro: | Gemini (Roma) |

|                        |           |           |
| Virginio 48’ Bacci 86’ | Marcatori | 35’ Mazza |

| Arbitro: | Carpani (Milano) |

|                     |           |                  |
| Trevisan 30’ (rig.) | Marcatori | 77’, 79’ La Rosa |

| Arbitro: | Liverani (Torino) |

|                            |           |            |
| Nyers 22’ (rig.), 52’, 89’ | Marcatori | 31’ Palmér |

| Arbitro: | Silvano (Torino) |

|                              |           |                                  |
| Mozzambani 15’ Eidefjäll 23’ | Marcatori | 3’ Martegani 48’ (aut.) Trevisan |

| Arbitro: | Bellè (Venezia) |

|                                  |           |                                 |
| Mozzambani 11’ Trevisan 44’, 89’ | Marcatori | 17’, 58’ Bülent 60’ Fontanesi I |

| Arbitro: | Pieri (Trieste) |

|                            |           |  |
| Antoniotti 10’ Flamini 65’ | Marcatori |  |

| Arbitro: | Bernardi (Bologna) |

|              |           |  |
| Trevisan 60’ | Marcatori |  |

| Arbitro: | Cartei (Firenze) |

|           |           |                       |
| Ispiro 5’ | Marcatori | 26’ (rig.) Mozzambani |

| Arbitro: | Massai (Pisa) |

|                     |           |                              |
| Palmér 1’ Mazza 31’ | Marcatori | 65’ Santagostino 80’ Jeppson |

| Arbitro: | Gemini (Roma) |

|                                                   |           |            |
| Renica 7’ Pesaola 27’ Piola 70’ Revere 87’ (aut.) | Marcatori | 16’ Revere |

| Arbitro: | Pieri (Trieste) |

|                                           |           |              |
| Nordahl 8’ Liedholm 12’, 69’ Frignani 39’ | Marcatori | 27’ Trevisan |

| Arbitro: | Carpani (Milano) |

|                |           |                          |
| Mozzambani 46’ | Marcatori | 65’ Rabitti 71’ Cattaneo |

| Arbitro: | Piemonte (Monfalcone) |

|  |           |                   |
|  | Marcatori | 21’ (aut.) Farina |

| Arbitro: | Orlandini (Roma) |

|                     |           |                                         |
| Mozzambani 18’, 84’ | Marcatori | 23’ Amadei 51’ Astorri 73’, 80’ Krieziu |

| Arbitro: | Marchese (Frattamaggiore) |

|                          |           |  |
| Micheloni 45’ Bronée 80’ | Marcatori |  |

#### Girone di ritorno
| Arbitro: | Tassini (Verona) |

|                      |           |                       |
| Mazza 33’ Palmér 60’ | Marcatori | 4’ Gritti 77’ Pilmark |

| Arbitro: | Occhinegro (Taranto) |

|                                                |           |               |
| Boniperti 1’, 18’, 30’ J. Hansen 29’, 65’, 68’ | Marcatori | 78’ Eidefjäll |

| Arbitro: | Maurelli (Roma) |

|  |           |                           |
|  | Marcatori | 71’ Tontodonati 75’ Nuoto |

| Arbitro: | Canavesio (Torino) |

|                               |           |  |
| Gei 49’ Gotti 53’ Lorenzo 70’ | Marcatori |  |

| Reggio nell'Emilia 9 marzo 1952 24ª giornata | Legnano             | 0 – 0 referto | Udinese | Stadio Mirabello\| Arbitro: \| Longagnani (Modena) \| |
| Arbitro:                                     | Longagnani (Modena) |               |         |                                                       |

| Arbitro: | Gemini (Roma) |

|             |           |             |
| Turbeky 30’ | Marcatori | 11’ Fiorini |

| Arbitro: | Piemonte (Monfalcone) |

|  |           |                                                  |
|  | Marcatori | 30’ Skoglund 50’ Giacomazzi 58’ Nyers 87’ Wilkes |

| Arbitro: | Canavesio (Torino) |

|                          |           |                       |
| Novello 54’ Sperotto 72’ | Marcatori | 27’ (rig.) Mozzambani |

| Arbitro: | Marchese (Frattamaggiore) |

|                                 |           |                       |
| Fontanesi I 2’, 19’ Marzani 27’ | Marcatori | 55’ (rig.) Mozzambani |

| Arbitro: | Liverani (Torino) |

|             |           |                         |
| Bertoni 15’ | Marcatori | 18’ (rig.) Sentimenti V |

| Arbitro: | Jonni (Macerata) |

|             |           |  |
| Rosetta 75’ | Marcatori |  |

| Arbitro: | Gemini (Roma) |

|                       |           |                                 |
| Mozzambani 79’ (rig.) | Marcatori | 9’ Kaiml 10’ Curti 24’ Giannini |

| Arbitro: | Occhinegro (Taranto) |

|                                 |           |  |
| Sørensen 45’ (rig.) Jeppson 67’ | Marcatori |  |

| Arbitro: | Marchese (Frattamaggiore) |

|                |           |                                |
| Sassi 12’, 49’ | Marcatori | 15’ Renica 17’ Janda 63’ Rosen |

| Arbitro: | Coppa (Mariano Comense) |

|                       |           |              |
| Luciano Sassi 7’, 86’ | Marcatori | 84’ Liedholm |

| Arbitro: | Corallo (Lecce) |

|                                       |           |  |
| Baldini 74’ Giovetti 76’ Cattaneo 83’ | Marcatori |  |

| Arbitro: | Agnolin (Bassano del Grappa) |

|                       |           |                                |
| Sassi 26’ Loranzi 80’ | Marcatori | 49’ Vicariotto 70’ Carapellese |

| Arbitro: | Coppolone (Bari) |

|                             |           |                               |
| Gramaglia 56’ Formentin 67’ | Marcatori | 14’, 26’ Palmér 68’ Filippini |

| Arbitro: | Scaramella (Roma) |

|           |           |             |
| Colpo 90’ | Marcatori | 23’ Di Maso |

## Statistiche

### Statistiche di squadra
| Competizione | Punti | Totale | Totale | Totale | Totale | Totale | Totale | DR  |
| Competizione | Punti | G      | V      | N      | P      | Gf     | Gs     | DR  |
| ------------ | ----- | ------ | ------ | ------ | ------ | ------ | ------ | --- |
| Serie A      | 17    | 38     | 4      | 9      | 25     | 37     | 85     | -48 |

### Statistiche dei giocatori
| Giocatore     | Serie A  | Serie A |
| Giocatore     | Presenze | Reti    |
| ------------- | -------- | ------- |
| E. Angelini   | 7        | -13     |
| L. Asti       | 20       | 0       |
| E. Bertoni    | 6        | 1       |
| L. Colpo      | 16       | 1       |
| R. Cuscela    | 25       | 0       |
| I. Eidefjäll  | 29       | 2       |
| R. Filippini  | 12       | 1       |
| E. Fiorini    | 9        | 1       |
| R. Gandolfi   | 19       | -46     |
| M. Longoni    | 7        | -14     |
| E. Loranzi    | 10       | 1       |
| G.L. Lupi     | 32       | 0       |
| B. Mazza      | 32       | 2       |
| B. Mozzambani | 31       | 9       |
| K.E. Palmér   | 32       | 6       |
| F. Pian       | 32       | 0       |
| D. Revere     | 28       | 1       |
| E. Roffi      | 3        | 0       |
| L. Sassi      | 15       | 5       |
| F. Soldaini   | 5        | -12     |
| G. Trevisan   | 17       | 6       |
| L. Tubaro     | 31       | 0       |